# Сидни Олтман
 Сидни Олтман (на английски: Sidney Altman) е канадско-американски молекулярен биолог, лауреат на Нобелова награда за химия от 1989 г. заедно с Томас Чех за работата им върху каталитичните свойства на РНК.

## Ранен живот и образование
Олтман е роден на 7 май 1939 г. в еврейско семейство в Монреал, Квебек, Канада. Баща му, Виктор Олтман, е бакалин, а майка му, Арлин, е текстилна работничка. Те имигрират в Канада от Източна Европа през 1920-те години. Баща му е от днешна Украйна, като преди това е бил работник в колективно селско стопанство в рамките на тогавашния СССР, а майка му е от Бялисток, днешна Полша, и идва със сестра си на 18-годишна възраст. Именно от тях Сидни Олтман се научава, че усърдната работа в стабилна околна среда може да доведе до наистина добри резултати.
С течение на времето финансовото положение на семейството става по-сигурно и Олтман вече може да си позволи образование в колеж. Заминава за САЩ, където учи физика в Масачузетския технологичен институт. След като получава бакалавърската си степен от там през 1960 г., той прекарва 18 месеца в Колумбийския университет, учейки физика. Поради лични опасения и липсата на възможност за участие в лабораторна работа, той напуска университета без да завърши. Няколко месеца по-късно се записва като студент по биофизика в медицинския център към Колорадския университет. Там той работи по проект, изследващ влиянието на акридините върху репликацията на ДНК на бактериофаг Т4. Завършва докторантура по биофизика през 1967 г., а след това е назначен за изследовател в Харвардския университет.

## Научна дейност
В Харвард, Олтман се присъединява към лабораторията на Матю Мезелсон, където изучава ДНК ендонуклеазата, участваща в репликацията и рекомбинацията на T4 ДНК. По-късно заминава да работи в лабораторията по молекулярна биология към Кеймбриджкия университет. Там той започва работния процес, по-късно довел до откриването на рибонуклеаза P и ензимните свойства на РНК подединицата на този рибозим. Впоследствие приема работа като асистент в Йейлския университет през 1971 г.
Там той постепенно се издига в йерархията, ставайки професор през 1980 г. Служи като председател на департамента си в периода 1983 – 1985 г. В Йейл Олтман анализира каталитичните свойства на рибозима рибонуклеаза P – частица рибонуклеопротеин, съставена от молекула структурна РНК и един или повече протеини. Първоначално се смята, че в този бактериален комплекс протеиновата подединица е отговорна за каталитичната му активност, която участва в съзряването на транспортната РНК. По време на експериментите, в които комплексът е приготвян в епруветки, Олтман и екипът му откриват, че РНК компонентът, когато е изолиран, е достатъчен, за да се наблюдава каталитична дейност на ензима, което е показателно, че самата РНК има каталитични свойства. Именно това откритие му спечелва Нобелова награда за химия през 1989 г. Макар комплексът да съществува и в еукариотни организми, по-късната работа на Олтман разкрива, че в тези организми протеиновите подединици на комплекса са необходими за каталитичната дейност, за разлика от същия комплекс при бактериите.
От 1984 г. Олтман има двойно, американско-канадско гражданство. През 1988 г. е избран за член на Американската академия на изкуствата и науките.